# Squadra ecuadoriana di Fed Cup
La squadra ecuadoriana di Fed Cup rappresenta l'Ecuador nella Fed Cup, ed è posta sotto l'egida della Federación Ecuatoriana de Tenis.
Essa partecipa alla competizione dal 1972, e ad oggi tale annata rappresenta anche il suo miglior risultato con il raggiungimento del tabellone principale, quando ancora non esisteva il Gruppo Mondiale. Si dovettero attendere però altri 20 anni prima che l'Ecuador tornasse a competere.

## Organico 2011
Aggiornato ai match del gruppo II (16-21 maggio 2011). Fra parentesi il ranking della giocatrice nei giorni della disputa degli incontri.
- Hilda Zuleta-Cabrera (WTA #)
- Ana-María Zuleta (WTA #)
- Alejandra Álvarez (WTA #)

## Ranking ITF
- Il prossimo aggiornamento del ranking è previsto per il mese di febbraio 2012.

| Ecuador nel Ranking ITF (aggiornata al 7 novembre 2011) |            |        |                           |
| Pos                                                     | Squadra    | Punti  | Gruppo                    |
| 49                                                      | Porto Rico | 579.50 | Gruppo II - Americhe      |
| 50                                                      | Venezuela  | 579.25 | Gruppo I - Americhe       |
| 51                                                      | Hong Kong  | 569.00 | Gruppo II - Asia/Oceania  |
| 52                                                      | Ecuador    | 563.00 | Gruppo II - Americhe      |
| 53                                                      | Danimarca  | 547.50 | Gruppo II - Europa/Africa |
| 54                                                      | Finlandia  | 500.75 | Gruppo II - Europa/Africa |
| 55                                                      | Georgia    | 473.00 | Gruppo II - Europa/Africa |